# Big endian
Big endian је начин записа податка у меморији тако да је на нижој адреси виши бајт меморијске речи.
Пример: Нека је податак: . Онда се он записује у меморији као:
|     | 100 | 101 |     |
| ... | AB  | CD  | ... |

при чему је адреса 100 почетна адреса податка у меморији.